# La Roche-Canillac
La Roche-Canillac (okcitansko La Ròcha Canilhac) je naselje in občina v južnem francoskem departmaju Corrèze regije Limousin. Leta 2010 je naselje imelo 157 prebivalcev.

## Geografija
Kraj leži v pokrajini Limousin ob reki Doustre, 26 km jugovzhodno od Tulleja.

## Uprava
La Roche-Canillac je sedež istoimenskega kantona, v katerega so poleg njegove vključene še občine Champagnac-la-Prune, Clergoux, Espagnac, Gros-Chastang, Gumont, Marcillac-la-Croisille, Saint-Bazile-de-la-Roche, Saint-Martin-la-Méanne, Saint-Pardoux-la-Croisille in Saint-Paul s 3.065 prebivalci.
Kanton Roche-Canillac je sestavni del okrožja Tulle.